# سوني بوي ويليامسون الأول
سوني بوي ويليامسون الأول (بالإنجليزية: Sonny Boy Williamson I)‏ هو كاتب أغاني وملحن وموسيقي أمريكي، ولد في 30 مارس 1914 في جاكسون في الولايات المتحدة، وتوفي في 1 يونيو 1948 في شيكاغو في الولايات المتحدة.

## وصلات خارجية
- سوني بوي ويليامسون الأول على موقع الموسوعة البريطانية (الإنجليزية)
- سوني بوي ويليامسون الأول على موقع ميوزك برينز (الإنجليزية)
- سوني بوي ويليامسون الأول على موقع أول ميوزيك (الإنجليزية)
- سوني بوي ويليامسون الأول على موقع ديسكوغز (الإنجليزية)